# Pentabrometo de fósforo
Pentabrometo de fósforo é um sólido amarelo reativo de fórmula PBr5, a qual tem a estrutura PBr4+ Br− no estado sólido mas na fase vapor é completamente dissociado a PBr3 e Br2. Rápido resfriamento desta fase a 15 K conduz à formação da espécie iônica [PBr4]+[Br3]-. 